# Heinz Dietzsch
Heinz Dietzsch (* 8. August 1947 in Elsterberg) war Fußballspieler in der DDR. Er spielte für Motor/Sachsenring Zwickau und den FC Vorwärts Berlin/Frankfurt in der Oberliga, der höchsten DDR-Fußballklasse. Mit dem FC Vorwärts wurde Dietzsch Fußballmeister, mit Sachsenring Zwickau Pokalsieger.

## Fußball-Laufbahn

### Oberligadebüt in Zwickau
Dietzsch wuchs im vogtländischen Elsterberg auf, absolvierte nach seiner Schulzeit eine Schlosserlehre und spielte bei der Betriebssportgemeinschaft (BSG) Einheit Elsterberg Fußball. Ab 1967 spielte er für die BSG Sachsenring in der DDR-Oberliga. Seine ersten beiden Oberligaspiele bestritt der 1,78 m große Dietzsch im Frühjahr 1967. Am 15. April 1967, dem 20. Saisonspiel, gab er im Oberligapunktspiel Motor Zwickau – Hallescher FC Chemie (4:0) als Linksaußenstürmer seinen Erstligaeinstand. Nach zwei weiteren Oberligaspielen und einem Europapokalspiel gegen Torpedo Moskau in der Hinrunde der Saison 1967/68 als Mittelfeldspieler wurde er zum Armeedienst eingezogen.

### FC Vorwärts in Berlin und Frankfurt (Oder)
Über Auswahlspiele der Armeesportvereinigung Vorwärts wurde deren Schwerpunktklub FC Vorwärts Berlin auf den 20-Jährigen aufmerksam und nahm ihn in den Kader der Saison 1968/69 für die in der drittklassigen Bezirksliga spielende 2. Mannschaft auf. Mit ihr stieg Dietzsch am Ende der Saison in die DDR-Liga auf. Neben den Bezirksligaspielen wurde er in dieser Spielzeit auch am 5. und 18. Spieltag in der Oberligamannschaft eingesetzt, einmal als Linksaußenstürmer und einmal in der Abwehr. Mit diesen beiden Spielen wurde er zum DDR-Meister 1968/69, da der FC Vorwärts am Saisonende die Meisterschaft gewonnen hatte. Während der Saison 1969/70 spielte Dietzsch ausnahmslos wieder in der 2. Mannschaft und verpasste damit auch den Pokalgewinn 1970 der Berliner. Die Spielzeiten 1970/71 und 1971/72 standen für Dietzsch im Zeichen eines Reservespielers für die Oberligamannschaft des Armeeklubs, der im Sommer 1971 als FC Vorwärts Frankfurt an die Oder umgesiedelt wurde. Von seinen 23 Oberligapunktspielen dieser Jahre bestritt er lediglich neun über die volle Zeit von 90 Minuten. In der Regel wurde er im Mittelfeld eingesetzt. Allerdings konnte er zwei der sechs Spiele im Europapokal der Pokalsieger 1970/71 bestreiten, unter anderem die Begegnung FC Vorwärts – Benfica Lissabon, das erste Europapokalspiel, das durch Elfmeterschießen entschieden wurde (5:3 für Lissabon). Sein letztes Oberligaspiel für den FC Vorwärts absolvierte Dietzsch als linker Mittelfeldspieler am 24. Spieltag der Saison 1971/72, am 6. Mai 1972 in der Begegnung FCV – FC Carl Zeiss Jena (1:1). Innerhalb von vier Jahren war er damit für den FC Vorwärts auf 25 Oberligaspiele gekommen, dabei hatte er drei Tore erzielt.

### Rückkehr nach Zwickau
Im Sommer 1972 kehrte Dietzsch nach Zwickau zurück und schloss sich seiner früheren Betriebssportgemeinschaft an, die inzwischen den Namen ihres Trägerbetriebs Sachsenring Zwickau führte. Dietzsch wurde vom ersten Spieltag der Saison 1972/73 in der Oberligamannschaft eingesetzt, in der nach dem Ausscheiden von Albert Beier eine Lücke entstanden war. Während Heinz Krieger die Position von Beier als Vorstopper übernahm, kam Dietzsch anstelle von Krieger im linken Mittelfeld zum Einsatz. Dort konnte sich Dietzsch dauerhaft etablieren und absolvierte bis zum Saisonende 23 Oberligapunktspiele. Das Mittelfeld blieb für die nächsten Jahre die Domäne von Dietzsch, der bis 1977 nie weniger als 22 von 26 möglichen Punktspielen in der Oberliga absolvierte. Die Jahre zwischen 1973 und 1976 zählen zu den erfolgreichsten seiner Zwickauer Zeit. In der Saison 1973/74 wurde er mit elf Treffern Torschützenkönig bei Sachsenring und mit neun Elfmetertoren bester Strafstoßschütze in der Oberliga.
Die Spielzeit 1974/75 bestritt er komplett mit allen 26 Erstligaeinsätzen und wurde mit sechs Meisterschaftstoren auch noch hinter Joachim Schykowski (11) zweitbester Torschütze seiner Mannschaft. Außerdem erreichte Dietzsch mit Sachsenring Zwickau das Endspiel um den DDR-Fußballpokal. Auf dem Weg dorthin hatte er sämtliche Pokalspiele bestritten, wobei er im Hinspiel des Halbfinales per Elfmeter das Siegtor zum 1:0 über Wismut Aue erzielte. Im Finale musste Zwickau gegen den hohen Favoriten Dynamo Dresden antreten, gewann aber nach dramatischem Spielverlauf schließlich nach einem 4:3-Sieg im Elfmeterschießen den Pokal. Dietzsch war diesmal im zentralen Mittelfeld aufgeboten worden, bereitete mit einem technischen Glanzstück das zwischenzeitliche 1:1 vor und gewann nach der Meisterschaft von 1969 seinen zweiten Titel. Auch in den folgenden acht Spielen im Wettbewerb um den Europapokal der Pokalsieger war Dietzsch mit von der Partie. Die Sachsenringmannschaft stieß überraschen bis in das Halbfinale vor und eliminierte dabei so prominente Mannschaften wie den AC Florenz und Celtic Glasgow. Im Rückspiel der 1. Runde steuerte er gegen Panathinaikos Athen ein Tor zum 2:0-Sieg bei.
Im Laufe der Saison 1977/78 neigte sich die Oberligalaufbahn von Dietzsch dem Ende zu. Er kam nur noch in 14 Punktspielen zum Einsatz, anschließend spielte er nur sechsmal in der Hinrunde der Spielzeit 1978/79. Sein letztes Oberligaspiel fand am 16. Dezember 1978 statt, in dem er vor eigenem Publikum gegen den 1. FC Lok Leipzig als zentraler Mittelfeldspieler eine 0:4-Niederlage hinnehmen musste. Dieses Spiel war das 168. Oberligaspiel für Dietzsch, von denen er 143 für Zwickau und 25 für den FC Vorwärts bestritten hatte. Als offensiver Mittelfeldakteur brachte er es auf 41 Meisterschaftstore, allein 38 für Zwickau. Nach einem Jahr Pause bestritt Dietzsch noch einige Spiele beim Zweitligisten Fortschritt Weida und beendete danach endgültig seine Laufbahn als Fußballspieler.

### Trainer
Nach seiner aktiven Zeit trainierte Dietzsch zunächst einige unterklassige Fußballmannschaften. Nach der deutschen Wiedervereinigung nahm er das Angebot des nordbayerischen Vereins ATS Hof-West an und arbeitete dort bis 1993 als Fußballtrainer. Im April 2007 übernahm Dietzsch den Cheftrainerposten beim Oberligisten FSV Zwickau, dem Nachfolgeverein seiner früheren Sportgemeinschaft Sachsenring. Er übernahm die Mannschaft auf dem abstiegsgefährdeten Platz 14 und führte sie bis zum Saisonabschluss auf den sicheren 9. Platz. Nach vier Niederlagen in Folge und dem letzten Tabellenplatz im September 2007 wurde Dietzsch durch den neuen Trainer Peter Keller ersetzt.

## Berufliche Laufbahn
Nach Beendigung seiner 18-monatigen Wehrpflicht wurde er als Spieler beim FC Vorwärts Berufssoldat und blieb dies bis zum Ende seiner Laufbahn beim Armeeklub im Sommer 1972. Nachdem er Mitglied der Betriebssportgemeinschaft des Zwickauer Autoherstellers Sachsenring geworden war, erhielt er dort nach den Gepflogenheiten der DDR-Fußballoberliga eine Pro-forma-Anstellung. Nach der Veränderung der wirtschaftlichen Verhältnisse nach der deutschen Wiedervereinigung wurde er Anzeigenberater bei einem Zwickauer Anzeigenverlag.